# Chtíč
Chtíč je emoce nebo pocit intenzivní touhy v těle. Chtíč může mít jakoukoli formu, jako je například touha po vědění, touha po sexu nebo touha po moci. Chtíč může zahrnovat i všední formy jako je touha po jídle (ne potřeba jídla).

## Chtíč v náboženství
Náboženství, zejména křesťanství, odděluje definici vášně a chtíče tím, že dále třídí chtíč jako typ vášně pro něco, co člověku nepřísluší a tudíž je nemorální. Zatímco vášeň pro správné účely je uchovávána jako něco dané Bohem a proto morální.